# ELEX
ELEX (pour Eclectic, Lavish, Exhilarating, Xenial) est un jeu vidéo de type action-RPG développé par Piranha Bytes et édité par THQ Nordic, sorti en 2017 sur Windows.

## Accueil
- Canard PC : 5/10[1]
- Jeuxvideo.com : 7/20[2]